# Вязинин, Иван Николаевич
Иван Николаевич Вязинин (8 июля 1923, Старая Русса — 6 января 2005) — кандидат исторических наук, краевед, автор книг по истории Старой Руссы и Великого Новгорода.

## Биография
Родился в рабочей семье Николая и Анны Кузьминичны Вязининых. Имел братьев: старшего — Николая, погибшего под Ростовом-на-Дону, младших — Алексея и Владимира, и сестёр.
Закончив 7 классов в 1937 году, он поступил в Старорусское педагогическое училище. Затем работал учителем в неполной средней школе деревни Пеньково (Новгородская область).
С началом Великой Отечественной войны И. Н. Вязинин после окончания Ленинградского военно-медицинского училища имени Щорса летом 1942 года был отправлен на Южный фронт, где воевал в качестве фельдшера стрелкового батальона 1-го гвардейского полка 2-й Таманской стрелковой дивизии 56-й армии. Был несколько раз ранен.
Демобилизовался в феврале 1947 года и вернулся в Старую Руссу, где работал историком в школе. Восстанавливающийся курорт начал принимать первых больных, которые хотели узнать об истории города. Из-за отсутствия краеведческого музея, разрушенного в годы Великой Отечественной войны, администрация обратилась к И. Вязинину. Свою первую беседу он провёл 9 мая 1947 года. Потом начались выступления в школах города, рабочих коллективах, на радио и в местной прессе. Он начал собирать информацию, расспрашивать уцелевших местных жителей, исследовать котлованы строящихся зданий. Наряду с другими материалами, это послужило основанием для археологического исследования Старой Руссы, одобренного руководителем Новгородской археологической экспедицией А. В. Арциховским и его заместителем В. Л. Яниным. В 1966 году в Старой Руссе были начаты археологические раскопки, которые возглавил старший научный сотрудник Института археологии А. Ф. Медведев. Вязинин часто посещал раскопы и участвовал в работах.
В 1952 году Вязинин переехал в Новгород, где начал работу с архивами областных и центральных музеев. Он закончил исторический факультет Новгородского государственного педагогического института. С 1966 года — ассистент кафедры истории КПСС новгородского филиала ЛЭТИ, в последующем (до 1998) — доцент Новгородского политехнического института (с 1993 — Новгородский государственный университет им. Ярослава Мудрого).
1967 году ему была присуждена учёная степень кандидата исторических наук.
В 1960-е годы участвовал в работе общественного совета по освещению вопросов военно-патриотического воспитания при отделе пропаганды редакции областной газеты «Новгородская правда». Член штаба Всесоюзного похода по местам боевой и трудовой славы.
В 2002 году во главе старорусских краеведов И. Н. Вязинин участвовал в Москве на Старой Площади в совещании рабочей группы по патриотическому воспитанию оргкомитета «Победа» при администрации президента РФ. На совещании была защищена концепция книги «Формирование русского характера на примере исторической судьбы Старорусского края» для её утверждения в «Перечень мероприятий оргкомитета „Победа“ на 2003 год».
Скончался 6 января 2005 года. Похоронен на Западном кладбище Великого Новгорода.

## Избранные публикации
В 1958 году И. Н. Вязинин выпустил свою первую книгу «Старорусский край». Затем вышла книга «Южное Приильменье», в 1967 году — книга «Старая Русса», (дважды переиздавалась), в 1994 — книга «Старая Русса в истории России» (на данный момент эта книга — самый полный справочник по истории Старой Руссы). Последние годы И. Н. Вязинин принимал активное участие в создании Книги Памяти Новгородской области.
- Старорусский край: очерки по истории города и района с древнейших времён до наших дней. — Новгород, 1958.
- Южное Приильменье.
- Старая Русса (Историко-географический очерк) — Л.: Лениздат, 1967. — 91 с. — 25 000 экз.
- Старая Русса/Изд. 2-е, перераб. и доп. — Л.: Лениздат, 1972. — 87 с. — 50 000 экз.
- Старая Русса/Изд. 3-е, перераб. и доп. — Л.: Лениздат, 1980. — 144 с. — (серия «Города Новгородской области»). — 75 000 экз.
- «… Дети Отчизны одной». — Л.: Лениздат, 1989. — 208 с. — 75 000 экз.
- Старая Русса в истории России. — Новгород: Кириллица, 1994. — 320 с. — 10 000 экз.

- Вязинин И. Южнее озера Ильмень: К 22-й годовщине освобождения Старой Руссы от фашистских захватчиков // Новгородская правда. — 1966. — 18 февраля.
- Вязинин И. Проводник (о крестьянине И. В. Липатове, повторившем подвиг Ивана Сусанина) // Новгородская правда. — 1966. — 9 июля.
- Вязинин И. Бессмертный гарнизон (среди защитников Брестской крепости был старорусец П.Кириллов) // Новгородская правда. — 1966. — 26 июня.
- Вязинин И. Отец русской антропологии (о Н. Н. Миклухо-Маклай) // Новгородская правда. — 1966. — 20 июля.
- Вязинин И. Улицы, улицы, как вас зовут // Новгородская правда. — 1967. — 2 марта.
- Вязинин И. Четвёртая Старорусская партизанская // Новгородская правда. — 1967. — 27 апреля.
- Вязинин И. Организатор. К 50-летию газеты «Окопная правда» (о П. К. Кириллове) // Новгородская правда. — 1967. — 14 мая.
- Вязинин И. Огненные годы // Новгородская правда. — 1967. — 14 июля.
- Вязинин И. Выстрел в окно (о К. Ф. Иванове) // Новгородская правда. — 1967. — 28 мая.
- Костин И., Вязинин И. Карл Маркс и Новгородская земля // Новгородская правда. — 1968. — 5 мая.
- Вязинин И. Новгородское ополчение в 1812 году // Новгородская правда. — 1967. — 7 сентября.
- Вязинин И. Н. Первая русская (о враче В. А. Кашеваровой-Рудневой) // Новгородская правда. — 1968. — 15 июня.
- Вязинин И. Соратник Ленина. В. К. Курнатовский в Демянске // Новгородская правда. — 1968. — 10 июля.
- Вязинин И. Легендарный комбриг (А. В. Герман) // Новгородская правда. — 1968. — 6 сентября.
- Вязинин И. Крепче металла (о Герое Советского Союза Айдогды Тихирове, погибшем у деревни Дубовицы Старорусского района) // Новгородская правда. — 1975. — 24 января.
- Вязинин И. Перед грозой. Восстание 1831 года в Старой Руссе // Новгородская правда. — 1976. — 29 сентября.
- Вязинин И., Киселёв К. Победившие смерть. Документальная повесть (о бойцах 33-го отдельного пулемётно-артиллерийского батальона 1-й Ударной Армии, замурованных заживо в здании Старорусского льнозавода) // Новгородская правда. — 1976. — 16, 17, 20 ,21, 22, 23 апреля.
- Вязинин И. Ценою собственной жизни (о героях, взорвавших себя вместе с врагом: А.Кокорине, В.Вересове, Н.Ковшовой, М.Поливановой, Е.Бове, А.Медведеве и др.) // Новгородская правда. — 1976. — 7 июля.
- Вязинин И. Лесная республика // Новгородская правда. — 1976. — 1 августа.
- Вязинин И. Героические страницы прошлого [Обзор литературы по истории Новгорода] // Новгородская правда. — 1979. — 7 июня.
- Вязинин И. В лесах Партизанского края // Новгородская правда. — 1981. — 1 августа.
- Вязинин И. Подвиг Александра Панкратова // Новгородская правда. — 1986. — 24 августа.
- Вязинин И. Легендарный парад и его командующий (о генерал-лейтенанте П. А. Артемьеве, командующем Московским ВО, командовавшим парадом на Красной площади 7 ноября 1941 года, уроженце деревни Лисичкино Поддорского района) // Новгородская правда. — 1986. — 6 ноября.
- Вязинин И. Генерал Штыков и «штыковцы» (о командире 202-й СД) // Новгородская правда. — 1986. — 10 сентября.
- Вязинин И. Династия патриотов Погребовых (об участниках гражданской войны староруссцах В. А. и Б. А. Погребовых) // Новгородская правда. — 1988. — 6 февраля.

- Вязинин И. Н. На соляных промыслах (история Старой Руссы) // Знамя Октября. — 1967. — 13 августа.
- Вязинин И. Н. Особая первая // Новгородский комсомолец. — 1968. — 22 августа.
- Вязинин И. Н. От Панкратова до Матросова (По местам гибели героев ВОВ) // Новгородский комсомолец. — 1974. — 9 мая.
- Киселёв К., Вязинин И. Н. Стояли насмерть: очерк (о батальоне 595-го полка 188-й СД под командованием И. М. Величко и 114-м особом лыжном истребительном отряде в боях за Старую Руссу в феврале 1944 года) // Ильменские зори. — Л., 1983. — С. 140—153.
- Вязинин И. Партизанский командир: Документальный рассказ (Об И. И. Грозном) // Ильменские зори. — Л., 1983. — С. 131—139.
- Вязинин И. Н. Командир «Лесной республики» (о Герое Советского Союза Н. Г. Васильеве) // Политическая агитация. — Новгород, 1985. — № 7. — С. 21-24.
- Вязинин И. Н. «Русы живут на острове» // Вопросы истории. — М., 1994. — № 9. — С. 152—156.
- Вязинин И. Н., Краснопевцев Е. Дорогами отцов / [для детей]. — Новгород: Новгородская правда, 1966. — 139 с.
- Гормин В. В., Вязинин И. Н., Колотилова С. Н., Лабутин В. В. Новгород — Псков: Путеводитель для туристов. — Л.: Лениздат, 1973. — 208 с.
- Вязинин И., Харлова М. М. Курорт «Старая Русса». — Л.: Лениздат, 1973. — 35 с. — 75 000 экз.
- Вязинин И. Н., Краснопевцев Е. М. Дорогами боевой и трудовой славы: В помощь туристам и краеведам. — Новгород: Лениздат, 1975. — 1980 с.
- Вязинин И. Н., Тэммо А. М. Дорогами народного подвига: Краеведческие очерки. — Л.: Лениздат, 1981. — 191 с. — 25 000 экз.
- Тэммо А. М., Вязинин И. Н. Золотые звёзды новгородцев. — Л.: Лениздат, 1987. — 272 с. — 15 000 экз.
- Антонов Н. А., Вахрушев Н. И., Вязинин И. Н. и др. Достопримечательности Новгородской области. — Л.: Лениздат, 1982.
- Старорусские музеи / Составитель Г. Н. Архипов. Авторский коллектив: И. Н. Вязинин, А. Ф. Иванова, В. В. Ушаков, Г. Н. Архипов. — Л.: Лениздат, 1982, 142 с. — 50 000 экз.
- По древнерусским городам. Новгород. Старая Русса. Псков. Старый Изборск: Путеводитель / Подготовлен: И. Н. Вязининым, В. В. Горминым, Н. Н. Лукиной и др. Предисловие В. Л. Янина. — М.: Профиздат, 1983. — 304 с. — 100 000 экз. — (Сто путей — сто дорог).
- Андреев В. Ф., Варенцов В. А., Васильев В. Д., Вязинин И. Н. Новгород: Краеведческий очерк истории города / Предисловие И. И. Сергунина — Л.: Лениздат, 1985, 224 с. — 75 000 экз.
- Солдаты Победы: Сборник воспоминаний ветеранов / Составители И. Н. Вязинин, С. Ф. Витушкин, Е. И. Вязинина, М. И. Тихомиров. — ОАО типография «Новгород», 2000. — 382 с. — 1000 экз.
- Огненными вёрстами старорусских фронтовиков: Сборник воспоминаний ветеранов города Старая Русса и Старорусского района о Великой Отечественной войне / автор И. Н. Вязинин. Составители: Л. А. Григорьев, Е. И. Вязинина, П. И. Цымбал и др., редактор С. Ф. Витушкин. — Старая Русса, 2001.
- Вязинин И. Н. Лужское направление. Скорее умрём, чем станем на колени // По местам боевой славы: Маршруты туристских походов. — М.: Профиздат, 1969. — С. 76-84.
- Вязинин И. Н. Проводник (О крестьянине И. В. Липатове) // В боях за Родину / Составитель А. Г. Федорчук. — Л., 1967. — С. 130—132.

## Награды
- Орден Красной Звезды
- Орден Красного Знамени
- Орден Отечественной войны I степени
- медали
- знак ЦК ВКЛСМ «За активную работу в комсомоле»
- Почётный гражданин города Старая Русса (2000)